# 中島記念
中島記念（なかしまきねん）は、佐賀県競馬組合が佐賀競馬場で施行する地方競馬の重賞競走である。正式名称は「日刊スポーツ杯 中島記念」、日刊スポーツ新聞社が優勝杯を提供している。出走馬をファン投票により選定する点に加え、開催時期が年末（12月下旬）である（2014年以後は同日に施行されている）ことから「佐賀版・有馬記念」とも呼ばれている。

## 概要
1978年、地元・佐賀の所属馬をファン投票で選定する「ファン選抜サラ系特別」として創設されたのが始まりで、1985年に小城郡芦刈町（現在の小城市芦刈町）で農政委員を務め、佐賀競馬場の鳥栖市移転に大きく関わるなど佐賀競馬の発展に寄与した中島憲義の功績を讃える意味を込め、中島の名前を冠した競走として「中島記念」にリニューアルされた。長らくサラブレッド系B級の条件重賞として施行されていたが2001年からA級にも門戸を開放した。
距離は創設時から2015年まで2000mであったが、2016年に1800mに変更された。格付け制度の変更にともない2018年にS1から重賞となった。
2019年は「創刊70周年記念 日刊スポーツ賞 中島記念」の名称で施行。
優勝馬に翌年の佐賀記念の優先出走権が与えられる。

### 条件・賞金等（2024年）
条件
サラブレッド系3歳以上・佐賀所属・ファン選抜
負担重量
別定。
賞金額
1着1000万円、2着350万円、3着200万円、4着150万円、5着100万円、着外20万円。
優先出走権付与
優勝馬には翌年の佐賀記念の優先出走権が付与される。
副賞
日刊スポーツ新聞社社長賞、全国公営競馬主催者協議会会長賞、福岡県馬事畜産振興協議会会長賞、中島正之賞、佐賀競馬友の会バス世話人賞、佐賀県馬主会会長賞、佐賀県競馬組合管理者賞

## 出走馬選定方法
佐賀競馬場に所属するサラ系3歳以上の希望馬を対象にファン投票が行われ、総得票数の上位9頭をファン選抜馬として選出、記者選抜3頭を加えた計12頭が出走資格を得る。ただし、出馬投票前の時点で回避馬が出た場合は補欠馬から順次繰り上がる。

## 歴代優勝馬

### ファン選抜特別
| 回数  | 施行日         | 優勝馬           | 性齢 | 所属 | タイム | 優勝騎手 | 管理調教師 | 馬主           |
| ----- | -------------- | ---------------- | ---- | ---- | ------ | -------- | ---------- | -------------- |
| 第1回 | 1978年12月24日 | クロスグレート   | 牡3  | 佐賀 | 2:09.7 | 山下清   | 松田和要武 |                |
| 第2回 | 1979年12月23日 | ニルパス         | 牡4  | 佐賀 | 2:08.5 | 古川哲也 | 池田及也   | （株）上滝建設 |
| 第3回 | 1980年12月22日 | サツキレインボー | 牡3  | 佐賀 | 2:07.1 | 大垣敏夫 | 中川辰彦   | 堀脇操         |
| 第4回 | 1981年12月27日 | タマモレデイ     | 牝3  | 佐賀 | 2:13.0 | 的場信弘 | 武藤九市   | 川又政之       |
| 第5回 | 1982年12月26日 | ブルージヤンボ   | 牡4  | 佐賀 | 2:11.9 | 河津徳幸 | 徳吉光雄   | 中島正晴       |
| 第6回 | 1983年12月25日 | カズミタカラ     | 牡4  | 佐賀 | 2:10.9 | 東美義   | 山田勇     | 野出長一       |
| 第7回 | 1984年12月23日 | ホクトヒアロー   | 牝3  | 佐賀 | 2:14.3 | 古川哲也 | 池田及也   | 石川英子       |

### 中島記念
| 回数   | 施行日         | 距離    | 優勝馬             | 性齢 | 所属 | タイム | 優勝騎手   | 管理調教師 | 馬主       |
| ------ | -------------- | ------- | ------------------ | ---- | ---- | ------ | ---------- | ---------- | ---------- |
| 第1回  | 1985年12月29日 | ダ2000m | キヤントレール     | 牡4  | 佐賀 | 2:10.8 | 内田秀一   | 谷口祐治   | 増田彌一   |
| 第2回  | 1986年12月28日 | ダ2000m | ベルモントホーク   | 牡4  | 佐賀 | 2:10.7 | 真島元徳   | 西久保政等 | 的場富子   |
| 第3回  | 1987年12月27日 | ダ2000m | リバーグレース     | 牝4  | 佐賀 | 2:12.3 | 古川哲也   | 的場信弘   | 松岡珠子   |
| 第4回  | 1988年12月25日 | ダ2000m | ヒカリシャダイ     | 牝3  | 佐賀 | 2:13.2 | 上川薫     | 下田泰広   | 相川義男   |
| 第5回  | 1989年12月24日 | ダ2000m | モガミジャクソン   | 牝4  | 佐賀 | 2:13.7 | 内田秀一   | 西岡龍三   | 江口一義   |
| 第6回  | 1990年12月23日 | ダ2000m | スペードファイン   | 牝3  | 佐賀 | 2:14.3 | 土井道隆   | 谷口祐治   | 天野芳江   |
| 第7回  | 1991年12月23日 | ダ2000m | イメージスーパー   | 牝4  | 佐賀 | 2:13.0 | 真島元徳   | 徳吉義己   | 中内田行雄 |
| 第8回  | 1992年12月27日 | ダ2000m | サンケイリッチ     | 牝3  | 佐賀 | 2:12.8 | 真島元徳   | 西岡龍三   | 重松國建   |
| 第9回  | 1993年12月26日 | ダ2000m | チアズファンシー   | 牡4  | 佐賀 | 2:09.8 | 吉田順治   | 東美義     | 平田一雄   |
| 第10回 | 1994年12月25日 | ダ2000m | ハヤノシャネル     | 牡4  | 佐賀 | 2:09.2 | 北村欣也   | 山田勇     | 福田輝光   |
| 第11回 | 1995年12月24日 | ダ2000m | リンデンニシキ     | 牝3  | 佐賀 | 2:17.4 | 山口勲     | 手島豊     | 林田サチエ |
| 第12回 | 1996年12月22日 | ダ2000m | レガシースパーク   | 牝4  | 佐賀 | 2:18.0 | 三小田幸人 | 池田及也   | 木稲安則   |
| 第13回 | 1997年12月28日 | ダ2000m | サンライトゴーラン | 牡4  | 佐賀 | 2:15.8 | 真島正徳   | 山田義人   | 元吉道雄   |
| 第14回 | 1998年12月27日 | ダ2000m | ボーイフレンド     | 牡3  | 佐賀 | 2:17.1 | 北村欣也   | 山田勇     | 曾我雅     |
| 第15回 | 1999年12月31日 | ダ2000m | ミカワケンタ       | 牡4  | 佐賀 | 2:16.0 | 下條知之   | 的場信弘   | 加藤貢     |
| 第16回 | 2000年12月24日 | ダ2000m | マツノセカイオー   | 牡3  | 佐賀 | 2:12.5 | 吉田順治   | 的場信弘   | 廣松金次   |
| 第17回 | 2001年12月24日 | ダ2000m | トップゼアル       | 牝5  | 佐賀 | 2:12.3 | 原口義史   | 川田孝好   | 鍋田貴士   |
| 第18回 | 2002年12月23日 | ダ2000m | カシノオウサマ     | 牡3  | 佐賀 | 2:10.4 | 北村欣也   | 山田勇     | 柏木務     |
| 第19回 | 2003年12月23日 | ダ2000m | オペラキッス       | 牡3  | 佐賀 | 2:11.5 | 山口勲     | 山田勇     | 石橋佐紀子 |
| 第20回 | 2004年12月31日 | ダ2000m | オペラキッス       | 牡4  | 佐賀 | 2:11.7 | 北村欣也   | 山田勇     | 廣松金次   |
| 第21回 | 2005年12月25日 | ダ2000m | ダンツプライズ     | 牡7  | 佐賀 | 2:13.1 | 鮫島克也   | 上川薫     | 山元哲二   |
| 第22回 | 2006年12月24日 | ダ2000m | ナムラハンニバル   | 牡5  | 佐賀 | 2:09.1 | 吉田順治   | 土井道隆   | 池田守也   |
| 第23回 | 2007年12月24日 | ダ2000m | ワンパクメロ       | 牡4  | 佐賀 | 2:09.6 | 倉富隆一郎 | 川田孝好   | 野上ヤチ子 |
| 第24回 | 2008年12月28日 | ダ2000m | ワンパクメロ       | 牡5  | 佐賀 | 2:10.3 | 倉富隆一郎 | 川田孝好   | 野上ヤチ子 |
| 第25回 | 2009年12月27日 | ダ2000m | ヘイアンレジェンド | 牡5  | 佐賀 | 2:11.9 | 真島正徳   | 山田義人   | 瀨戸竜男   |
| 第26回 | 2010年12月26日 | ダ2000m | メガチューズデー   | 牡4  | 佐賀 | 2:10.1 | 真島正徳   | 真島元徳   | 吉岡時美   |
| 第27回 | 2011年12月25日 | ダ2000m | ウルトラカイザー   | 牡3  | 佐賀 | 2:09.9 | 真島正徳   | 真島元徳   | 中野真吾   |
| 第28回 | 2012年12月24日 | ダ2000m | レイズミーアップ   | 騸8  | 佐賀 | 2:10.4 | 真島正徳   | 真島元徳   | 平井裕     |
| 第29回 | 2013年12月23日 | ダ2000m | デュナメス         | 牡7  | 佐賀 | 2:12.0 | 南谷圭哉   | 土井道隆   | 南部明則   |
| 第30回 | 2014年12月28日 | ダ2000m | サウスパシフィック | 牡5  | 佐賀 | 2:10.0 | 山口勲     | 東眞市     | 原久美子   |
| 第31回 | 2015年12月27日 | ダ2000m | キョウワカイザー   | 牡5  | 佐賀 | 2:09.2 | 真島正徳   | 大垣敏夫   | 野口幸八   |
| 第32回 | 2016年12月25日 | ダ1800m | キョウワカイザー   | 牡6  | 佐賀 | 1:57.2 | 真島正徳   | 大垣敏夫   | 野口幸八   |
| 第33回 | 2017年12月24日 | ダ1800m | キョウワカイザー   | 牡7  | 佐賀 | 1:55.9 | 真島正徳   | 大垣敏夫   | 野口幸八   |
| 第34回 | 2018年12月23日 | ダ1800m | ウルトラカイザー   | 牡10 | 佐賀 | 1:56.0 | 真島正徳   | 真島元徳   | 中野真吾   |
| 第35回 | 2019年12月22日 | ダ1800m | ウノピアットブリオ | 騸5  | 佐賀 | 1:54.0 | 山口勲     | 手島勝利   | 南里義彦   |
| 第36回 | 2020年12月27日 | ダ1800m | アンバラージュ     | 牝4  | 佐賀 | 1:57.3 | 鮫島克也   | 真島元徳   | 原久美子   |
| 第37回 | 2021年12月26日 | ダ1800m | グレイトパール     | 牡8  | 佐賀 | 1:59.9 | 兒島真二   | 川田孝好   | 高野哲     |
| 第38回 | 2022年12月25日 | ダ1800m | リュウノシンゲン   | 牡4  | 佐賀 | 1:56.2 | 山口勲     | 山田徹     | SRE（同）  |
| 第39回 | 2023年12月24日 | ダ1800m | ヒストリーメイカー | 牡9  | 佐賀 | 1:57.2 | 山口勲     | 手島勝利   | 岩崎僖澄   |
| 第40回 | 2024年12月22日 | ダ1800m | シルトプレ         | 牡5  | 佐賀 | 1:57.4 | 石川倭     | 真島元徳   | 原久美子   |

- 馬齢は2000年以前も現表記。

### 各回競走結果の出典
- 中島記念　歴代優勝馬 - 地方競馬全国協会
- 1985年 - 『優駿』1986年3月号、日本中央競馬会、159頁
- JBISサーチ 
  - 1986年、1987年、1988年、1989年、1990年、1991年、1992年、1993年、1994年、1995年、1996年、1997年、1998年、1999年、2000年、2001年、2002年、2003年、2004年、2005年、2006年、2007年、2008年、2009年、2010年、2011年、2012年、2013年、2014年、2015年、2016年、2017年、2018年、2019年、2020年、2021年、2022年、2023年、2024年